# Кеневич, Владислав Феофилович
Владислав Феофилович Кеневич (1831—1879) — русский педагог, переводчик, литературовед и публицист.

## Биография
Владислав Кеневич родился в 1831 году. Учился в Дворянском полку; преподаватель Введенский, заметив его необыкновенные способности, внушил ему желание идти в университет. Окончив курс в Дворянском полку, Кеневич самоучкою изучил латинский и греческий языки и выдержал экзамен в Императорский Санкт-Петербургский университет; по окончании в нем курса — он с 1852 года по самую смерть был преподавателем — сначала в Дворянском полку, потом в Первом кадетском корпусе и в институтах  Патриотическом и Елизаветинском, и в Императорском Александровском Лицее. 
В. Острогорский написал о нём следующее: «Владислав Феофилович Кеневич принадлежал к числу самых выдающихся педагогов и по своему умению внушать учащимся любовь к труду, и по способности подметить и поддержать интерес к самостоятельным занятиям, и по своему выдающемуся дару слова и по знакомству своему с методами преподавания и педагогическою литературою». 
Без отрыва своих учебных занятий, В. Ф. Кеневич принимал деятельне участие в журналах «Учитель», «Педагогический музей», «Библиотека для чтения», в газетах «Москва» и «Санкт-Петербургские ведомости».
Владислав Феофилович Кеневич находил время и для учёных и литературных трудов и оставил два замечательных для своего времени пособия: «Опыт учебника русского синтаксиса» и «Хрестоматия для изучения произведений древней русской литературы» (составлена совместно с В. K. Скопиным). Кроме того он перевел автобиографию Августа Людвига Шлецера, которая и вышла под названием «Общественная и частная жизнь Августа Людвига Шлецера» и принимал деятельное участие, по поручению академика Я. К. Грота, в различных библиографических работах, связанных с изданием сочинений Державина, сделанным Императорской Академией Наук под редакцией Грота. 
Кроме того, Кеневич В. Ф. стал по сути первым систематическим исследователем литературной деятельности Ивана Андреевича Крылова. Самым заметным его трудом являются «Библиографические и исторические примечания к Басням И. A. Крылова», изданные в 1868 году Петербургской Академией Наук — в VI томе «Сборника статей, читанных во II отделении Академий Наук» и отдельно. В труде этом Кеневич, на основании изучения разных изданий басен и рукописей баснописца, а также многих печатных сведений, относящихся ко времени его жизни, установил хронологический порядок басен Крылова и снабдил их многими чрезвычайно интересными примечаниями. В дополнение к этой работе он напечатал тогда же обширный «Указатель статей о Крылове и его сочинениях» и «Материалы для биографии Крылова». Эти работы Кеневича долгое время представляли лучшее исследование о деятельности знаменитого баснописца.  
В кругу знакомых и учеников B. Ф. Кеневич оставил о себе самые лучшие воспоминания, и добротою своего сердца, образованностью и незаурядным умом.
Владислав Феофилович Кеневич скончался 23 октября 1879 года.